# Protagora (udruga)
Protagora ime je za hrvatsku sekularističku i ateističku udrugu, čije sjedište je u Zagrebu. Cilj udruge je zaštita prava ireligioznih osoba i promicanje ireligioznog poimanja svijeta.

## Ciljevi
Prema njenom statutu, neposredni ciljevi udruge su strogo poštovanje ustavne odredbe o odvojenosti Crkve i države, snošljivost među ljudima različitih poimanja svijeta, protivljenje bilo kakvim privilegijama na osnovi religiozne pripadnosti jer bi otežavale produktivan suživot i dugoročno narušavale kvalitetu društvenih odnosa, razvijanje svijesti o potrebi prevladavanja religiozne diskriminacije, promicanje odgoja i obrazovanja utemeljenom na kritičkom mišljenju, znanstvenim spoznajama i pravu na sumnju, te razvijanje i jačanje civilnog društva.

## Rukovodstvo
Predsjednica: Vesna Mihoković Puhovski (2013.)

## Inicijative
- Udruga Protagora je 8. siječnja 2013. godine podnijela tužbu protiv Ministarstva znanosti, obrazovanja i sporta Republike Hrvatske zbog navodne diskriminacije učenika, jer za učenike koji svjetonazorno ili zbog želje roditelja ne žele pohađati vjeronauk nije ponuđena alternativa.[2] Zbog odbijanja slučaja na Županijskom sudu u Zagrebu koji je odbacio sve točke kao neosnovane,[3] Protagora je preko svojih odvjetnika podnijela žalbu Vrhovnom sudu Republike Hrvatske.[4] U svom priopćenju javnosti Protagora je najavila je da će kada iscrpi sve pravne mogućnosti u Republici Hrvatskoj podnijeti tužbu Europskom sudu za ljudska prava u Strasbourgu.[5]
- Udruga je 20. rujna 2013. godine najavila da će započeti proces kojim se nastoji postići revizija ugovora Republike Hrvatske i Svete Stolice, a kao prvi korak pokrenula je peticiju kojim se zahtijeva od Vlade i Sabora da preispitaju ovaj međudržavni ugovor, koji po njihovom mišljenju krši Ustavom zajamčeni sekularni karakter Republike Hrvatske.[6]

## Prijepori i kontroverze
- 2013. godine - protivljenje gostovanja znastvenice Judith Reisman te urgiranje da se zabrani njeno gostovanje u Hrvatskom saboru[7]
- 20. rujna 2014. godine na prosvjedu protiv Vatikanskih ugovora koji su organizirale nevladine udruga Glas razuma - Pokret za sekularnu Hrvatsku, Inicijativa "Nisam Vjernik" i Udruga "Protagora", na Cvjetnom trgu u Zagrebu, Laburist Neven Kovačić[8] napao je Ružicu Ćavar nakon njenog pokušaja uzurpacije prosvjeda, nakon čega je morala biti hospitalizirana[9] s dva prijeloma lijeve ruke i razbijenim nosom.[10] Nakon događaja pravobraniteljica za ravnopravnost spolova Višnja Ljubičić izvršila je uvid u foto i video materijal na kojem se je utvrđen grubi nasrtaj znatno mlađe i fizički snažnije muške osobe na žensku osobu starije životne dobi.[11] Pravobraniteljica je navela da je "Činjenica da je napadač iskoristio taj spolno uvjetovan nerazmjer u fizičkoj snazi kako bi grubo povrijedio osobni integritet osobe suprotnog spola na koju je bez zadrške nasrnuo ukazuje na moguću spolnu uvjetovanost konkretnog nasilja", pri čemu je naglasila da nije relevantno "koji su bili motivi napadača, nego je bitna isključivo činjenica da je napadač uporabio svoju fizičku silu na zakonom nedozvoljen način kako bi nad svojom žrtvom demonstrirao svoju nadmoć".[11]

- 2016. izgubljena sudska parnica protiv udruge "U ime obitelji" radi izjave u članku koji je bio objavljen na portalu narod.hr o navodnim neistinitim činjenicama u komentarima na izjavu udruge Protagora na HRT-u o postupku grada Đakova koji je nudio besplatni ulaz na klizanje ako su djeca došla na božićnu misu zornicu.[12]

## Poznati članovi i aktivisti
- Šime Lučin
- Pavle Močilac
- Mirko Butković
- Luka Baričić
- Milan Polić
- Alan Sorić
- Marita Šupe

## Vanjske poveznice
- Službene stranice udruge Protagora